# Boquiñeni
Boquiñeni (aragónul Boquinyeni) település Spanyolországban,  Zaragoza tartományban. Boquiñeni Magallón, Gallur, Pradilla de Ebro, Tauste és Luceni községekkel határos. Lakosainak száma 751 fő (2024).

## Népesség
A település népessége az utóbbi években az alábbiak szerint változott:
| Lakosok száma | 989  | 1013 | 1033 | 1025 | 956  | 896  | 844  | 787  | 790  | 751  |
|               | 2001 | 2004 | 2007 | 2009 | 2012 | 2014 | 2017 | 2019 | 2022 | 2024 |